# Älvdalsbygden
Älvdalsbygden var en svensk dagstidningen som var endagarstidning på torsdagsmorgonen. Utgivningsperiod från 6 oktober 1927 till 23 oktober 1930. Abonnenterna erhöll vid nedläggandet Norra Värmland istället.
Tidningens fullständig titel var Älvdals-Bygden / Tidning för Råda, Ekshärad, Norra Ny, Dalby och södra och norra Finnskoga socknar.

## Redaktion
Redaktionsorten skiftade se tabellen. Politisk tendens i tidningen var neutral.
| Period                 | Ansvarig utgivare         | Period                 | Redaktör              | Period                 | Redaktionsort |
| 1927-08-31--1928-12-07 | Ramström, Lars Ragnar     | 1927-09-15--1929-07-04 | Lundquist, E Berthold | 1927-09-15--1928-11-15 | Sunne         |
| 1928-12-08--1930-10-23 | Lundquist, Einar Berthold | 1929-07-11--1929-08-22 | Gustavsson, Nils G    | 1928-11-22--1929-07-04 | Ekshärad      |
|                        |                           | 1929-08-29--1929-08-29 | Vitalis, Sven         | 1929-07-11--1929-10-31 | Sunne         |
|                        |                           | 1929-09-05--1930-10-23 | Muthén, Fritiof       | 1929-11-07--1930-10-23 | Torsby        |

## Tryckning
Provnummer troligen 15 september 1927. Provnumret är odaterat, datumet satt efter jämförelse med Sunnebygden. Abonnenterna erhöll vid nedläggandet Norra Värmland. 
Tidningen trycktes bara med trycksvärta med antikva typsnitt på en satsyta 56 x 43 cm stor. Tidningen hade fyra sidor. Tryckeri var från 15 september 1927 till 24 juli 1930 Lars Ramströms tryckeri i Sunne. Sedan tog Aktiebolaget Sunnebygdens tryckeri i Sunne över 31 juli 1930 till 23 oktober 1930. Prisetför tidningen var 1 krona 1927 och sedan 3 kr från 1928. Närstående tidning till Sunnebygden 1927-09-15--1930-10-23.